# Доктрина Кеннеді

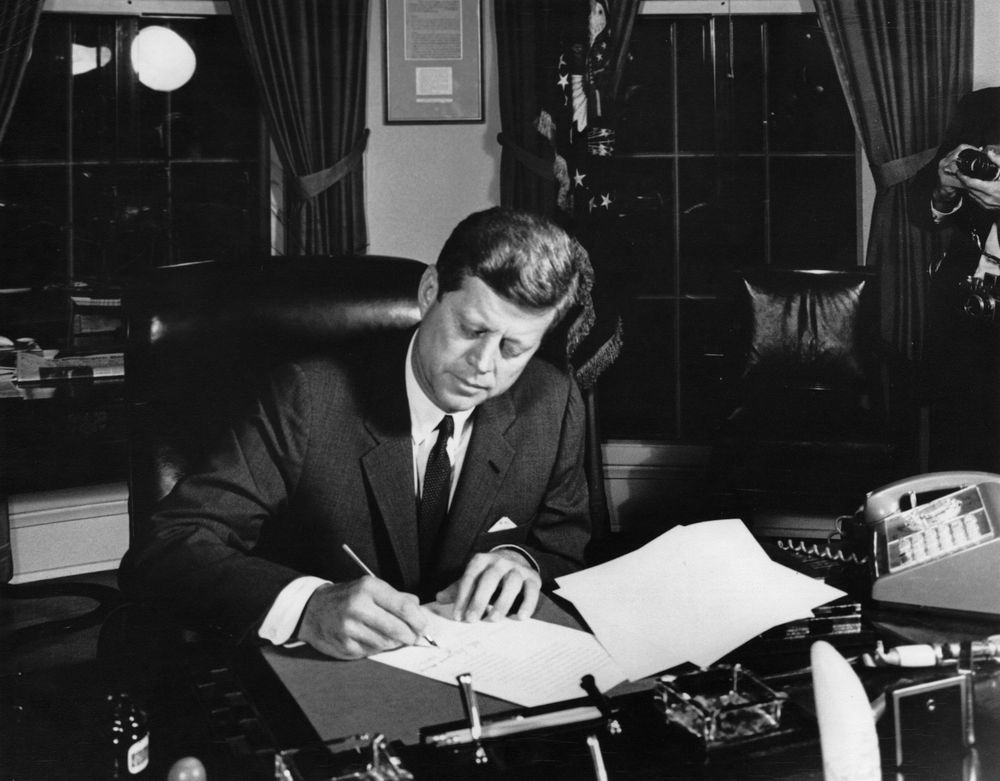
Президент Джон Кеннеді підписує Прокламацію 3504, що вводить морський карантин коммуністичної Куби

Доктрина Кеннеді (англ. Kennedy Doctrine) — ініціативи у зовнішній політиці 35-го Президента США Джона Фіцжеральда Кеннеді по відношенню до країн Латинської Америки у 1961—1963 роках. Кеннеді підтримував стримування комунізму та протидію комуністичному прогресу в Західній півкулі.

## Історія
У своїй інавгураційній промові 20 січня 1961 року президент Джон Кеннеді представив американцям план, згідно з яким буде розвиватися майбутня зовнішня політика США. У цій промові Кеннеді заявив: 
«Ми хочемо, щоб всі нації знали, що ми заплатимо будь-яку ціну, винесемо будь-яку ношу, перенесемо будь-які труднощі, підтримаємо будь-якого друга та будемо воювати з будь-яким ворогом для того, щоб вижити та забезпечити свободу».
 Він також закликав усіх допомагати «у боротьбі проти ворогів будь-якої людини: тиранії, бідності, хвороб і, власне, війни». У цьому посланні багато хто бачить зародження справжньої, серйозної Холодної війни, менталітету «ми або вони», який господарював в адміністрації Кеннеді.